# Munkbroteatern (1956–1964)

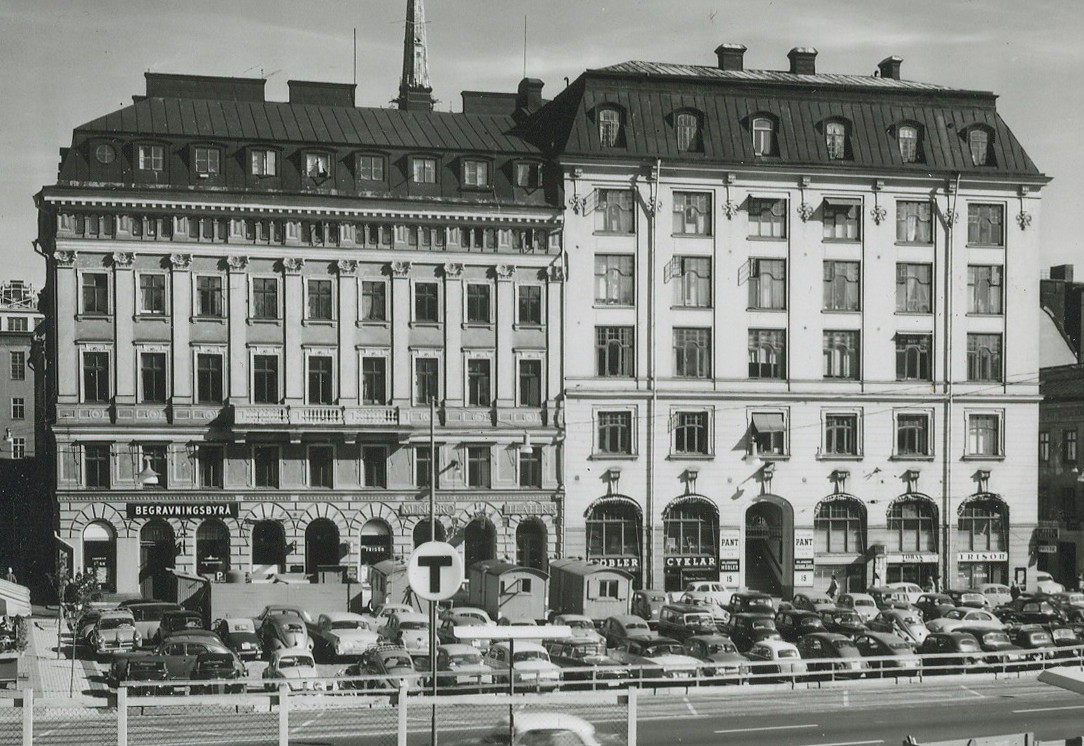
Munkbroteatern, 1959

Ej att förväxla med Stenborgs Teater, som också var känd under detta namn.
Munkbroteatern var en avantgardistisk teatergrupp i Gamla stan i Stockholm, verksam 1956–1964.

## Historia
Den lilla fria Teatern i Gamla stan hade hållit till i biografen Hansa på Mälartorget 13. År 1956 upphörde den förra med sin verksamhet och ersattes av Munkbroteatern, som 1956–1964 bedrev verksamhet i samma lokaler. 1964 lade teatern ner sin verksamhet och lokalerna övertogs av Pistolteatern.

### Uppsättningar
| År   | Produktion      | Upphovsmän     | Regi               | Noter |
| ---- | --------------- | -------------- | ------------------ | --- |
| 1959 | Rika morbror    | August Blanche | Lars Hofgård       | Premiär 2 oktober 1959 Evert Lindberg, Gudrun Östbye, Bo Montelius, Ulla Blomstrand, Torsten Sjöholm, Hans Hansjö, Christer Banck, Marianne Boman, Leif Liljedahl Scenografi Torolf G. Engström, Kostym Ingrid Edström |
| 1959 | Vår tids hjälte | Beppe Wolgers  | Claes von Rettig   | Premiär 14 november 1959 Håkan Serner, Caryna Houmann, Andris Blekte, Gudrun Östbye, Dennis Dahlsten, Gösta Ekman, Arne Malmgren, Magnus Broklev Kostym Ingrid Edström                                                 |
| 1960 | Antigone        | Jean Anouilh   | Lars-Erik Liedholm | Premiär 15 januari 1960 Caryna Houmann, Gösta Ekman, Lars-Erik Liedholm, Stig Wikström, Tord Peterson, Anders Hallström                                                                                                |